# Alondra Park
Alondra Park, aussi connue sous le nom de El Camino Village, est une localité non incorporée de Californie dans le comté de Los Angeles en Californie. En 2010, la population comptait 8 592 habitants.

## Démographie
| 1970   | 1980   | 1990   | 2000  | 2010  | - |
| ------ | ------ | ------ | ----- | ----- | - |
| 12 193 | 12 096 | 12 215 | 8 622 | 8 592 | - |